# Polysphaeria macrantha
Polysphaeria macrantha là một loài thực vật thuộc họ Rubiaceae. Đây là loài đặc hữu của Tanzania.